# Sweet Sour
Sweet Sour è il secondo album in studio del gruppo musicale alternative rock inglese Band of Skulls, pubblicato nel 2012.

## Tracce
1. Sweet Sour – 3:23
2. Bruises – 3:51
3. Wanderluster – 3:50
4. The Devil Takes Care of His Own – 3:04
5. Lay My Head Down – 5:29
6. You're Not Pretty But You Got It Goin' On – 3:04
7. Navigate – 5:40
8. Hometowns – 3:21
9. Lies – 2:27
10. Close to Nowhere – 4:32